# Ulrich Michael Heissig

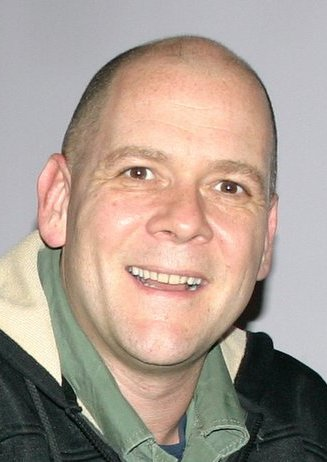
Ulrich Michael Heissig (2010)

Ulrich Michael Heissig (* 22. Februar 1965 in Sindelfingen) ist ein deutscher Autor, Schauspieler, Chansonnier und Kabarettist. Bekanntheit erlangte er mit seiner Bühnenfigur Irmgard Knef.

## Leben
Sein Abitur legte Heissig in Böblingen ab. 1987 wurde er Regie-Assistent an mehreren deutschen Theatern, etwa in Bremen und Hamburg. 1988 bekam er ein Festengagement als Regieassistent, Abendspielleiter und Darsteller an den Bühnen der Hansestadt Lübeck mit Inszenierungen im Bereich Kinder- und Jugendtheater.
Von 1991 bis 1997 war er freier Regisseur unter anderem beim Theater der Altstadt Stuttgart, am Stadttheater St. Gallen, am Meininger Staatstheater und in Berlin.
Heissig absolvierte eine musikalische Grundausbildung, nahm Violoncello- und Gesangsunterricht und war Mitglied diverser Chöre und Orchester. Er ist Autor zahlreicher Chansontexte sowie der musikalischen Revue „Orpheus in der Uni-Welt“, einer Auftragsarbeit anlässlich des fünfzigjährigen Jubiläums der Freien Universität Berlin. Für den Seniorenchor Spätlese (Vechta) schrieb er das Libretto des Musicals Chorlight-Express … mit Rhythmus im Gepäck (Komposition: Peter Schindler, Uraufführung im Mai 2025).
Er studierte Politikwissenschaften am Otto-Suhr-Institut der Freien Universität Berlin und Medienwissenschaften an der Technischen Universität Berlin.
Im Jahre 1998 schrieb er seine Diplomarbeit über eine Theater-Parodie des Kabarettisten Georg Kreisler auf Max Frischs Andorra.
Als Gründer des Freien Jugendtheaters Böblingen, eines 50-köpfigen Ensembles bestehend aus Lehrern, Schülern und Studenten, führte er 1986 Ich Präsident von Luise Rinser unter großem öffentlichen Interesse im Beisein der damals 75-jährigen Autorin auf.

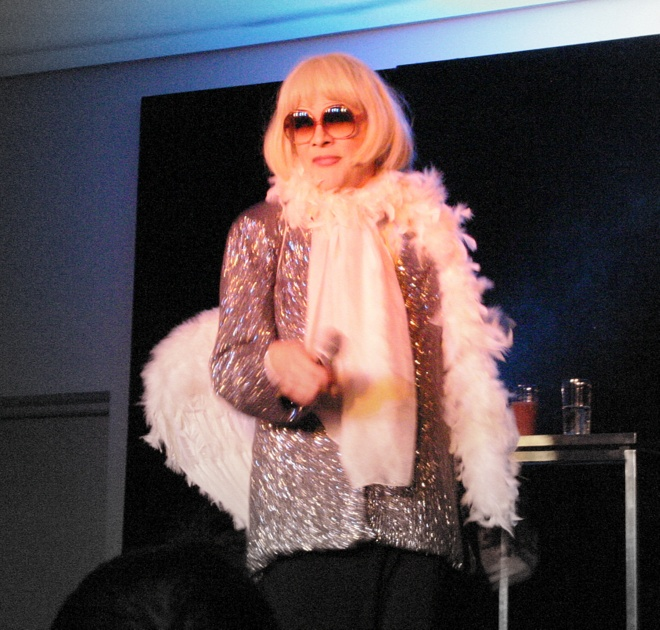
Auftritt als Irmgard Knef (2010 in München)

Im Jahre 1996 trat er erstmals in der subkulturellen Szene in Kreuzberg mit der Figur Irmgard Knef auf, die die fiktive Zwillingsschwester und damit das Alter Ego von Hildegard Knef kabarettistisch darstellt. Mit dieser Rolle stellt er die sowohl menschlich als auch künstlerisch vom Pech verfolgte Schwester dar, die damit ein Sprachrohr für alle ewig Zweiten ist. Er inszeniert eine Illusion der Zwillingsschwester, bei der das Erscheinungsbild und Auftreten der späten Hildegard Knef (wie man sie z. B. aus Talk-Show-Auftritten kennt) als Charaktervorlage dient.
Seit 1999 tritt Heissig in dieser Rolle in Deutschland, Österreich, der Schweiz und Südtirol auf.
Daneben engagiert er sich europaweit bei verschiedenen Aids-Projekten.
Heissig lebt in Berlin und Wien. Er ist verheiratet mit einem Mann, und sie haben gemeinsam mit einem lesbischen Paar einen Sohn.

## Programme
- 1999 Ich, Irmgard Knef – Auferstanden aus Ruin, Premiere Dezember, Unterhaus, Mainz
- 2002 Schwesterseelenallein, Premiere 28. Oktober, Schmidt-Theater, Hamburg
- 2005 Die letzte Mohikanerin, Premiere 20. Mai, Bar jeder Vernunft, Berlin
- 2008 Himmlisch! – Ewigkeit kennt kein Pardon, Premiere 23. September, Kom(m)ödchen, Düsseldorf

Diese vier Programme bilden den Ring des Nie-Gelungenen.
- 2007 Mein Wien – Ein Wienerlied – Abend à la Irmgard Knef
- 2012 Wie ´ne Wienerin, zweiter Wienerlied-Abend
- 2015 Ein Lied kann eine Krücke sein – Solo for one, Premiere 17. Dezember 2015, Kom(m)ödchen, Düsseldorf
- 2020 Barrierefrei – Mit 95 noch dabei, Premiere 30. Januar 2020, Bar jeder Vernunft, Berlin

Zusätzliches Tournee-Programm:
- 2005 Heute Abend: Irmgard Knef
- 2010 Der Ring des Nie-Gelungenen – das Best-Of-Programm
- 2011 Prost Weihnacht – das Weihnachts-Special
- 2017 Glöckchen hier, Glöckchen da! – 2. Weihnachts-Special

## Werke

### Irmgard Knef
- CD: Ich, Irmgard Knef – Aufgestanden aus Ruin; verkannt – verleugnet – vergessen, con anima Verlag, 2000, ISBN 3-931265-27-7
- CD: Irmgard Knef – Schwesterseelenallein – mit ihrer Band Strahlkraft, con anima Verlag, 2002, ISBN 3-931265-38-2
- CD: Irmgard Knef – Die letzte Mohikanerin, con anima Verlag, 2005, ISBN 3-931265-55-2
- CD: Irmgard Knef – Mein Wien – Live aus dem Radiokulturhaus, ORF, 2007. Edition Kabarett, ORF-CD 3017 EAN-Code 9004629313955
- CD: Irmgard Knef – Himmlisch! Ewigkeit kennt kein Pardon, con anima Verlag, 2008, ISBN 3-931265-76-5
- CD: Irmgard Knef – Wie ´ne Wienerin, ORF, 2013. Edition Kabarett, ORF-CD 3148 EAN-Code 9004629315348
- CD: Irmgard Knef: Noch immer die Alte, con anima Verlag, 2015, ISBN 978-3-944304-13-7
- Buch: Irmgard, Knef und ich – Mein Leben, Parthas-Verlag, 2005, E-Book: Berlin, Edition diá 2013, ISBN 978-3-86034-508-5 (Epub), ISBN 978-3-86034-608-2 (Mobi)
- Hörspiel: Die drei Fragezeichen – 228 – Der Ruf der Krähen, 2024 als Goldie June (unter dem Namen Irmgard Knef)

### Musicals/Shows/Theaterstücke u.a.
- 2010 Humboldt! Ein Musical für Alexander von …, UA Berlin, Fontane-Haus, Musik Thomas Zaufke (Verlag Felix Bloch Erben)[3]
- 2013 Die große TXL-Show, Revue UA Berlin Fontane-Haus[4]
- 2013 Wagners Ding mit dem Ring, UA Leipzig, Musikalische Komödie (Verlag Felix Bloch Erben)[5]
- 2017 Luther! Zwischen Liebe, Tod und Teufel, Uckermärkische Bühnen Schwedt, Musik Thomas Zaufke[6]
- 2017 Makin' Hollywood – Das Carl-Laemmle Musical, Kulturhaus Laupheim, Musik Peter Schindler[7]
- 2021 Ich bin die Leander – Zarah auf Probe, St. Pauli Theater Hamburg, Autor unter Mitarbeit von Tim Fischer[8]
- 2023 Unterwelten HR-Sinfonieorcheser und Ulrich Tukur Kiezpalast – Alte Oper Frankfurt Buch und Regie
- 2024 Tempo,Tempo HR-Sinfonieorcheser und Ulrich Tukur Kiezpalast – Alte Oper Frankfurt Buch und Regie

### Bücher
- 2020 Das Regenbogenväterbuch (Mitherausgeber), Sachbuch, Berlin, Omnino Verlag
- 2020 Tscheppl unterm Regenbogen, Kinderbilderbuch, Illustrationen von Gunilla Weinraub, Berlin, Omnino Verlag
- 2021 Das kleine Leo-Sammelsurium, Kinderlesebuch, Berlin, Omnino Verlag

## Auszeichnungen
- 2001 Sprungbrett – Kabarett-Förderpreis des Handelsblatts, im Kom(m)ödchen Düsseldorf verliehen
- 2004 Deutscher Kabarettpreis – Sonderpreis des Nürnberger Burgtheaters
- 2017 Kleinkunstpreis Baden-Württemberg – Hauptpreis